# Giuseppe Adami
Pour l'arbitre italien de football, voir Giuseppe Adami (arbitre).
Pour les articles homonymes, voir Adami.
Giuseppe Adami (né le 4 novembre 1878 à Vérone et mort le 12 octobre 1946 à Milan) est un dramaturge, écrivain, librettiste et critique musical italien. Il fut l'auteur de plusieurs livrets notamment pour Giacomo Puccini avec lequel il entretint une longue collaboration.

## Biographie
Giuseppe Adami fit ses études à l'université de Padoue où il a obtenu un diplôme en droit. Il se consacre principalement à l'activité d'écrivain, de librettiste d'opéras et de critique musical.
Après la mort de Puccini, Giuseppe Adami publia un recueil de lettres du maître Puccini dans Lettres de 1928. En 1935, il a également écrit une biographie intitulée Giacomo Puccini, devenant l'une des premières biographies de Puccini. En 1942, il a écrit une nouvelle biographie de Puccini intitulée Roman d'un vie de Giacomo Puccini.
Giuseppe Adami a écrit des livrets pour d'autres compositeurs tels que Riccardo Zandonai, pour lequel il a écrit le texte de l'ouvrage Le Chemin de la fenêtre (La via della finestra).
Il a été critique musical pour le magazine de Milan La Sera de 1931 à 1934.

## Livrets

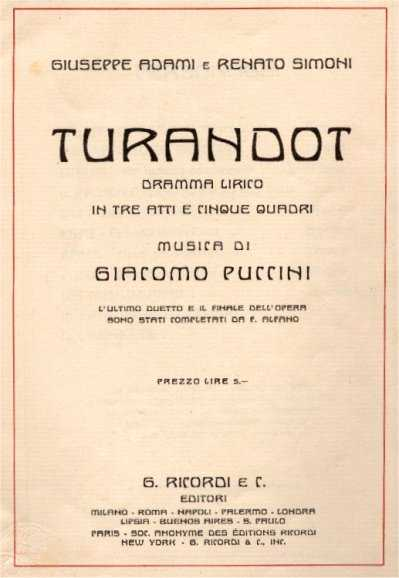
Livret Turandot de Giuseppe Adami.

- La rondine (L'Hirondelle), Puccini, 1917
- Il tabarro (La Houppelande), Puccini, 1918
- La via della finestra, Zandonai, 1919
- Anima allegra (avec L. Motta), Vittadini, 1921
- La monachella della fontana, Mulè, 1923
- Nazareth, Vittadini, 1925
- Turandot (avec R. Simoni), Puccini, 1926
- La Sagredo, Vittadini, 1925
- Taormina, Mulè, 1938
- La zolfara, Mulè, 1939
- Fiammetta e l'avaro (avec G. Forzano), Vittadini, 1951
- La figlia di Jefte, Sebastiano Caltabiano, 1953